# Willow Smith
Willow Camille Reign Smith Pinkett (Los Angeles, Califòrnia, 31 d'octubre de 2000), coneguda professionalment com a Willow, és una actriu, model i cantant alternativa. És filla de Will Smith i Jada Pinkett Smith, i la germana petita de Willard Trey Christopher Smith III i Jaden Smith. Smith va fer el seu debut com a actriu el 2007 en la pel·lícula Sóc llegenda i després va aparèixer en Kit Kittredge: An American Girl al costat de Abigail Breslin. Va rebre el premi Young Artist per la seva actuació. A més d'actuar va iniciar la seva carrera musical a la tardor de 2010 amb el llançament dels seus senzills «Whip My Hair» i «21st Century Girl» (2011), gràcies a la signatura amb el seu mentor Jay-Z i la seva discogràfica Roc Nation, convertint-se així en l'artista més jove a signar amb el segell. «Whip My Hair» ha aconseguit el seu punt màxim en el número 11 en el Billboard Hot 100. El vídeo va ser nominat com Video de l'Any en els premis BET Awards durant l'any 2011.

## Biografia
És la filla petita de Will Smith i Jada Pinkett Smith. El 2007, Willow va participar en la pel·lícula I am Legend al costat del seu pare Will Smith. El 2008 va donar vida al personatge de Countee en Kit Kittredge: Somnis de periodista. El 2009 va posar la veu al personatge de Abby en la versió nadalenca de la pel·lícula Madagascar, i al personatge Bebè Gloria a Madagascar: Escape 2 Africa.
Durant el 2009 i el 2010, Willow va interpretar a True Jackson de nena en la sèrie original de Nickelodeon True Jackson.
Amb només 10 anys va signar amb el segell Roc Nation i va llançar el que seria el seu primer senzill i l'inici de la seva carrera musical, Whip My Hair.
El 2011 va llançar el seu segon single, 21st Century Girl. L'octubre d'aquest mateix any, Nicki Minaj va realitzar una col·laboració en el tercer senzill de Willow, Fireball. Smith va confirmar que el seu àlbum es diria Knees and Elbows, i segons les seves pròpies paraules va triar aquest nom perquè tothom cau, i sí, es rasca els genolls i els colzes però sempre es torna a aixecar. El disc havia de ser publicat oficialment per Roc Nation el 3 d'abril de 2012, però per raons desconegudes la seva publicació va ser cancel·lada.
L'1 de maig de 2012, Smith va publicar un videoclip per a la cançó Do it Like Me (Rockstar) a través del seu canal oficial en YouTube.
Durant els premis BET, Smith va donar un avançament d'una nova cançó titulada I Am Me, escrita en col·laboració amb la cantant australiana Sia. La cançó completa, juntament amb un videoclip dirigit per Newyorkcity, va ser publicada en el seu compte de YouTube l'1 de juliol de 2012, i en menys d'una setmana del llançament ja explicava més de 2.000.000 de reproduccions.
Durant 2013, Smith va començar a publicar diverses cançons en el seu compte de SoundCloud, com Sugar & Spice, Summer Fling, Drowning, Find You Somewhere, Kite, i 5. Aquestes cançons presentaven un so més adult, i lletres amb continguts més profunds que en els seus anteriors treballs malgrat la seva edat (tretze anys). No se sap si aquests temes formaran part del seu proper àlbum. Smith també s'ha declarat hippie i obertament bisexual.
L'agost de 2014, va col·laborar amb la DJ Kitty Cash en una cançó titulada '8', pel mixtape d'aquesta. Willow va dir a MTV News que el títol es devia a la seva obsessió amb la numerologia.

## Filmografia
Les seves pel·lícules més destacades són:
| Any                         | Títol                           | Personatge     | Notes            |
| --------------------------- | ------------------------------- | -------------- | ---------------- |
| 2007                        | I Am Legend                     | Marley Neville |                  |
| 2008                        | Kit Kittredge: An American Girl | Countee Garby  |                  |
| Madagascar: Escape 2 Àfrica | Baby Gloria                     | Veu            |                  |
| 2009                        | Merry Madagascar                | Abby           | Veu / Pel·lícula |
| Amulet                      | Emily                           |                |                  |
| 2009 - 2010                 | True Jackson VP                 | True de petita |                  |

## Premis i nominacions
| Any                 | Cerimònia                         | Premi                                                     | Resultat                        | Pel·lícula/Sèrie |
| ------------------- | --------------------------------- | --------------------------------------------------------- | ------------------------------- | ---------------- |
| 2008                | Premis Young Artist               | Millor actriu de repartiment (Actriu de deu anys o menor) | Guanyadora                      | Sóc llegenda     |
| 2009                | Millor actuació en una pel·lícula | Guanyadora                                                | Kit Kittredge: An American Girl |                  |
| 2010                | premis Annie                      | Millor doblatge en producció televisiva                   | Guanyadora                      | Merry Madagascar |
| 2011                | premis VirtuaMagazine             | Millor Nou Artista                                        | Guanyadora                      | Ella mateixa     |
| NAACP Image Award   | Nou Artista Prometedor            | Guanyadora                                                | Ella mateixa                    |                  |
| Videoclip Destacat  | Nominada                          | Whip My Hair                                              |                                 |                  |
| BET Awards          | Vídeo de l'Any                    | Nominada                                                  |                                 |                  |
| Millor Nou Artista  | Nominada                          |                                                           |                                 |                  |
| Premi Jove Estrella | Guanyadora (amb Jaden Smith)      |                                                           |                                 |                  |
| 2012                | Nominada                          | Ella mateixa                                              |                                 |                  |